# Rogier van Otterloo
Willem Rogier van Otterloo (Bilthoven, 11 december 1941 – aldaar, 29 januari 1988) was een Nederlandse componist, arrangeur, pianist en dirigent.

## Levensloop

### Jeugd
Van Otterloo werd geboren als oudste zoon van de componist en dirigent Willem van Otterloo en Annette Jacoba Adriana Heukers. Van kinds af aan werden het gevoel en de liefde voor muziek hem met de paplepel ingegoten. Toen hij elf was scheidden zijn ouders. 
Van Otterloo speelde viool, maar schakelde over op drums en daarna op piano. Hij volgde het Vossius Gymnasium te Amsterdam en richtte daar het Gold Coast Combo op waarin hij piano speelde en zijn klasgenoot Edwin Rutten drums. Na de middelbare school studeerde hij aan het Amsterdams Muzieklyceum piano en fluit.

### Componist
Halverwege de jaren zestig was hij pianist bij de cabaretgroep Lurelei. Hij begon toen intensiever te componeren. Hij schreef onder andere voor Gerard Cox en Jasperina de Jong. De meeste van de composities werden opgenomen door geluidstechnicus Dick Bakker. 
Het bekendst werd Van Otterloo door de filmmuziek bij succesvolle Nederlandse speelfilms als Turks Fruit (1973), Help! De dokter verzuipt... (1974), Keetje Tippel (1975), Soldaat van Oranje (1977), Grijpstra en de Gier (1979) en Op hoop van zegen (1986) en door zijn samenwerking met Thijs van Leer op diens Introspection-elpees. Hij ontving tweemaal een Edison, eenmaal in 1971 en (postuum) in 1988. In 1975 kreeg hij een Gouden Harp van Conamus.

### Dirigent
Op 1 september 1980 werd hij tot chef-dirigent benoemd van het Metropole Orkest als opvolger van Dolf van der Linden. Hij nam nieuwe musici in dienst voor de ritmesectie, die hij in tweeën splitste: voor de traditionele lichte muziek en jazz en voor popmuziek. Tussen 1980 en 1987 was hij vijfmaal dirigent bij de Nederlandse bijdragen aan het Eurovisiesongfestival, bij de liedjes Amsterdam (1980), Het is een wonder (1981), Jij en ik (1982), Ik hou van jou (1984) en Rechtop in de wind (1987).

### Vroege dood
Van Otterloo kreeg op nog jonge leeftijd longvlieskanker. In 1983 werd bij hem een tumor verwijderd, maar de ziekte keerde later terug. Hij bleef zo lang mogelijk aan het werk, tot uiteindelijk de musici van het Metropole Orkest het niet langer konden aanzien en aandrongen op zijn terugtreden. Hij overleed in 1988 op de leeftijd van 46 jaar en werd begraven op de begraafplaats Den en Rust in Bilthoven.

## Postuum
De saxofonist Thijs van Otterloo (1973) is zijn zoon. Thijs en zijn halfbroer Bas van Otterloo hebben in 2004 een album van drie cd's met een keuze uit Van Otterloo's muziek uitgebracht. Tegelijkertijd bracht het octet Projectet een cd uit met opnieuw gearrangeerde stukken van Van Otterloo: The Rogier van Otterloo Files.
Op 10 maart 2011 organiseerde het Metropole Orkest in samenwerking met Omroep Max een eerbetoon aan Van Otterloo, in concertzaal Vredenburg Leidsche Rijn. Medewerking werd verleend door Rita Reys, Louis van Dijk, Toots Thielemans, Gerard Cox, Thijs van Leer, Ernö Olah en Edwin Rutten. Tevens werd op die avond het eerste exemplaar van de biografie van Van Otterloo aangeboden aan diens weduwe Willy.

## Discografie
Studioalbums (solo)
- Visions (CBS, 1974 - hoogste positie in LP top 50: #9)
- On The Move (Polydor, 1976 - hoogste positie in LP top 50: #29)
- The French Collection (Polydor, 1976)
- Tin Pan Alley (Polydor, 1978)
- First In The Air (KLM, 1984)

Soundtrackalbums
- Turks Fruit (CBS, 1973 - hoogste positie in LP top 50: #7)
- Soldaat van Oranje (Polydor, 1977 - hoogste positie in LP top 50: #27)
- Juliana in zeventig bewogen jaren (Bovema Negram, 1979)
- Grijpstra en De Gier (CBS, 1979)
- Op hoop van zegen (EMI, 1986)

Met Frits Lambrechts
- Neem me zoals ik ben (CBS, 1970)
- Frits Lambrechts zingt Jules de Corte (CBS, 1972)

Met Thijs van Leer
- Introspection (CBS, 1972 - hoogste positie in LP top 50: #1)
- Introspection 2 (CBS, 1975 - hoogste positie in LP top 50: #1)
- Introspection 3 (CBS, 1977 - hoogste positie in LP top 50: #4)
- Introspection 4 (CBS, 1979 - hoogste positie in LP top 50: #19)

Met Jules de Corte
- Miniaturen (CBS, 1974)

Met The Revells
- Jimmy Webb Song Book (CBS, 1970)

Met Toots Thielemans
- Slow Motion (CBS, 1978)

Met Gerard Cox
- Vrijblijvend (CBS, 1972)
- 't Voordeel van de twijfel (CBS, 1975)

Met Conny Stuart
- Conny Stuart zingt Annie Schmidt (EMI, 1980)

Met Louis van Dijk
- Telepathy (CBS, 1973 - hoogste positie in LP top 50: #4)
- Concerto (CBS, 1977 - hoogste positie in LP top 50: #21)

Met Louis van Dijk en Thijs van Leer
- Musica per la Notte di Natale (CBS, 1976 - hoogste positie in LP top 50: #11)
- Geluckig is het land. Geliefde vaderlandsche melodieën (CBS, 1981)

Met Louis van Dijk, Thijs van Leer en Chris Hinze
- Metamorphose (CBS, 1973)

Met Wim Overgaauw
- Nuages (CBS, 1973 - hoogste positie in LP top 50: #11)

Met Pim Jacobs
- Music-all-in (CBS, 1974 - hoogste positie in LP top 50: #5)
- Ball of the Band (CBS, 1975)
- Music-all-in 2 (CBS, 1976)
- Music-all-in Encore! (CBS, 1976)

Met Rita Reys
- Rita Reys sings Burt Bacharach (CBS, 1971 - hoogste positie in LP top 50: #15)
- Rita Reys sings Michel Legrand (CBS, 1972 - hoogste positie in LP top 50: #18)
- Rita Reys sings the George Gershwin Songbook (CBS, 1975)
- Rita Reys sings Antonio Carlos Jobim (Philips, 1981)
- Have Yourself a Merry Little Christmas (Polydor, 1986 - hoogste positie in LP top 75: #65)

Met Rita Reys en Pim Jacobs
- In a Christmas Mood (Zwitser Leven, 1986)

Met Soesja Citroen
- Angel Eyes (VARAgram, 1984)
- Soesja Citroen Sings Fred Astaire (Varagram, 1987)

Met Ernö Olah
- Szféra (Philips, 1985)

Verzamelalbums
- Moods (CBS, 1976)
- Wereldsuccessen (Polydor, 1978)
- The Best of Rogier van Otterloo (Polydor, 1978)
- Collage (CBS, 1980)
- Romantic Gala (Dino Music, 1988)
- Verzameld Werk (Sony Music Media, 2004)

Singles
- Help!/Irene (CBS, 1974 - hoogste positie in Top 40: #16)
- München '74/Strollin' Around (CBS, 1974)
- Lets Go To Randstad/Randstad Reflection (Randstad, 1974)
- Heartbeat/Farewell Song (Mirasound, 1976)
- De Vlaschaard/Schellebelle (Hans, 1983)

## Filmografie
- Turks Fruit (1973)
- De vloek van Woestewolf (1974) - Televisieserie
- Help, de dokter verzuipt! (1974)
- Keetje Tippel (1975)
- Soldaat van Oranje (1977)
- Grijpstra & De Gier (1979)
- Vrijdag (1981)
- Te gek om los te lopen (1981)
- De Vlaschaard (1983)
- Op hoop van zegen (1986)

## Trivia
- In Almere werd in 1991 de Rogier van Otterloostraat naar hem genoemd.
- In Berkel en Rodenrijs werd in 2018 in de Gouden Harpbuurt op voorspraak van de bewoners de ‘Rogier van Otterloostraat’ naar hem vernoemd.
- Van Otterloo was voetbalfan en had veel contact met de spelers van Feyenoord.
- Rogier van Otterloo en Anne van Egmond blijken op basis van DNA onderzoek dezelfde vader te hebben.[7]